# Port lotniczy Saga
Międzynarodowy Port Lotniczy Kyushu Saga (jap. 九州佐賀国際空港 Kyūshū Saga Kokusai Kūkō; IATA: HSG, ICAO: RJFS) – port lotniczy w mieście Saga, w prefekturze Saga, w Japonii.
Lotnisko znajduje się na południu prefektury Saga. Od 2016 roku posiada oficjalną nazwę Kyushu Saga International Airport ze względu na połączenia do miast azjatyckich: Szanghaju, Xi’anu, Tajpej, Seulu.
Loty krajowe są obsługiwane do/z lotniskami Haneda i Narita w Tokio. Lot z Tokio do Saga trwa około 90 minut.